# Caucaia
Caucaia es un municipio brasileño del estado de Ceará. Se localiza a una latitud de 03° 43' 58" Sur y a una longitud de 39° 39' 21" Oeste. Tiene una población de 313.584 habitantes (estimativas IBGE/2006), dentro de una superficie de 1.227 km², lo que da una densidad demográfica de 255,4 hab./km². Fue fundada el día 5 de febrero de 1759.